# Kisii (hrabstwo)
Kisii – hrabstwo w południowo-zachodniej Kenii. Jego stolicą i największym miastem jest Kisii. Swoją nazwę bierze od zamieszkującej go ludności Kisii. Według Spisu Powszechnego z 2019 roku liczy 1,267 mln mieszkańców na obszarze 1323 km² i tym samym jest jednym z najgęściej zaludnionych obszarów Kenii.
Kisii dzieli wspólne granice z hrabstwami: Nyamira na północnym wschodzie, Narok na południu, oraz z Homa Bay i Migori na zachodzie.
W raporcie z 2018 roku Kisii zostało uznane za jedno z czterech hrabstw, o największej produkcji awokado.

## Klimat
Minimalne roczne temperatury wynoszą zazwyczaj 15–20 °C, a najwyższe 21–30 °C. Średnie opady deszczu wynoszą około 1500 mm. Długie opady deszczu występują od marca do czerwca, natomiast krótkie deszcze są przyjmowane od września do listopada. Lipiec i styczeń są stosunkowo suche. 

## Religia
Struktura religijna w 2019 roku wg Spisu Powszechnego:
- protestantyzm – 60,7%
- katolicyzm – 34,1%
- niezależne kościoły afrykańskie – 2,1%
- pozostali chrześcijanie – 1,5%
- islam – 0,2%
- pozostali – 1,4%.

## Podział administracyjny
Hrabstwo Kisii składa się z dziewięciu okręgów:
- Kitutu Chache North,
- Kitutu Chache South,
- Nyaribari Masaba,
- Nyaribari Chache,
- Bomachoge Borabu,
- Bomachoge Chache,
- Bobasi,
- South Mugirango i
- Bonchari.